# Dây xen
Dây xen hay dây lồng đèn, lạc tiên Nam Bộ (danh pháp: Passiflora cochinchinensis) là một loài thực vật có hoa trong họ Lạc tiên. Loài này được Spreng. mô tả khoa học đầu tiên năm 1827.